# Saldes
Saldes ist ein Ort und eine Gemeinde (municipi) mit 301 Einwohnern (Stand: 2024) in der Comarca Berguedà in der Provinz Barcelona in der Autonomen Region Katalonien. Neben dem Hauptort Saldes gehören zur Gemeinde die Ortschaften Maçaners und L’Espà.

## Lage
Saldes liegt etwa 100 Kilometer nordnordwestlich von Barcelona in einer Höhe von etwa 755 m in den südlichen Ausläufern der Pyrenäen in der Comarca Berguedà im Norden Kataloniens. Der nördliche Teil der Gemeinde befindet sich im Parc natural del Cadi Moixeró.

## Bevölkerungsentwicklung
| Jahr      | 1960 | 1970 | 1981 | 1991 | 2001 | 2011 | 2021 |
| Einwohner | 1049 | 405  | 310  | 328  | 315  | 315  | 283  |

## Sehenswürdigkeiten
- Dolmen von Molers
- Burgruine
- Klosterruine von San Sebastián de Sull
- Martinskirche

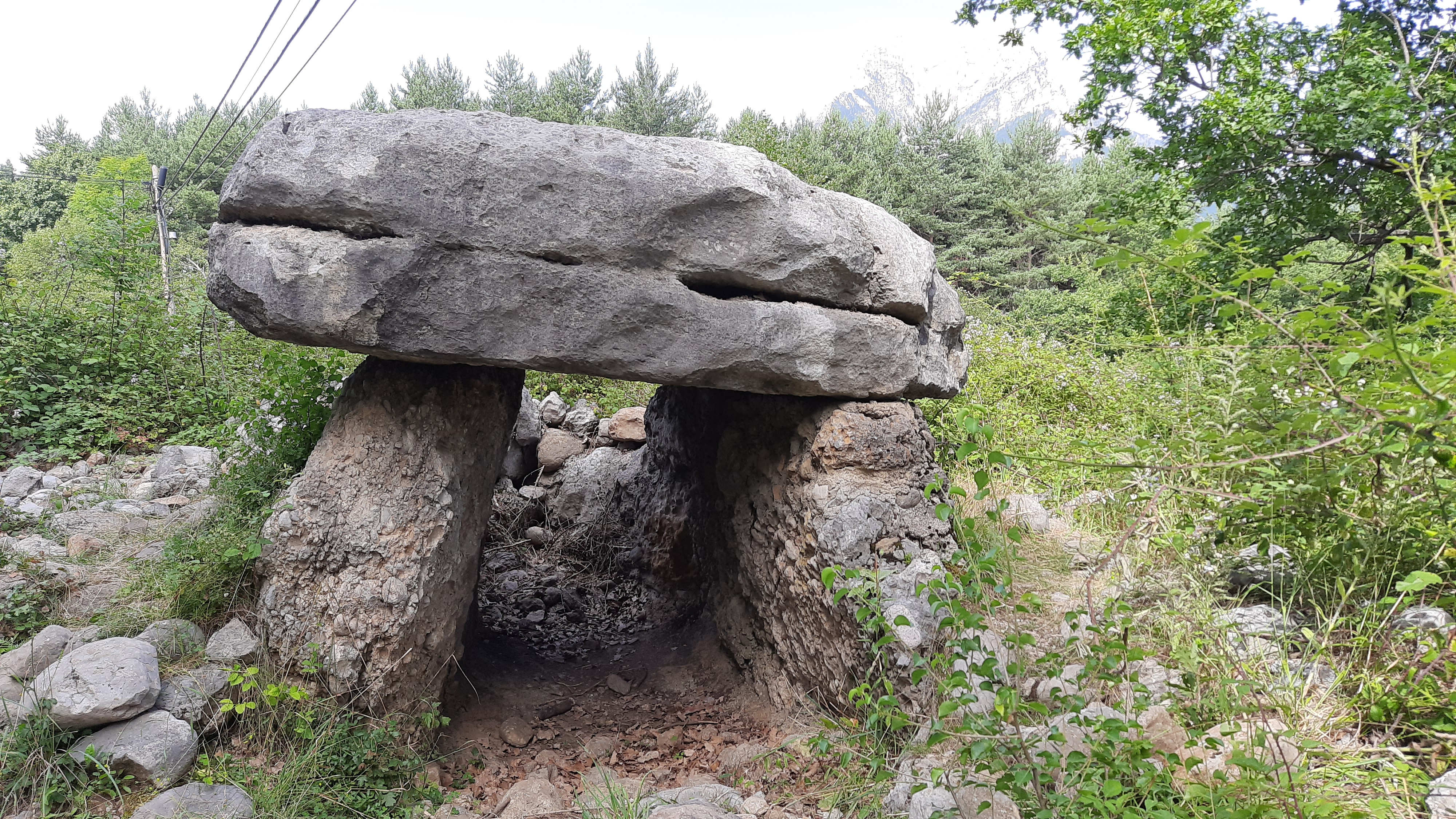
Dolmen von Molers
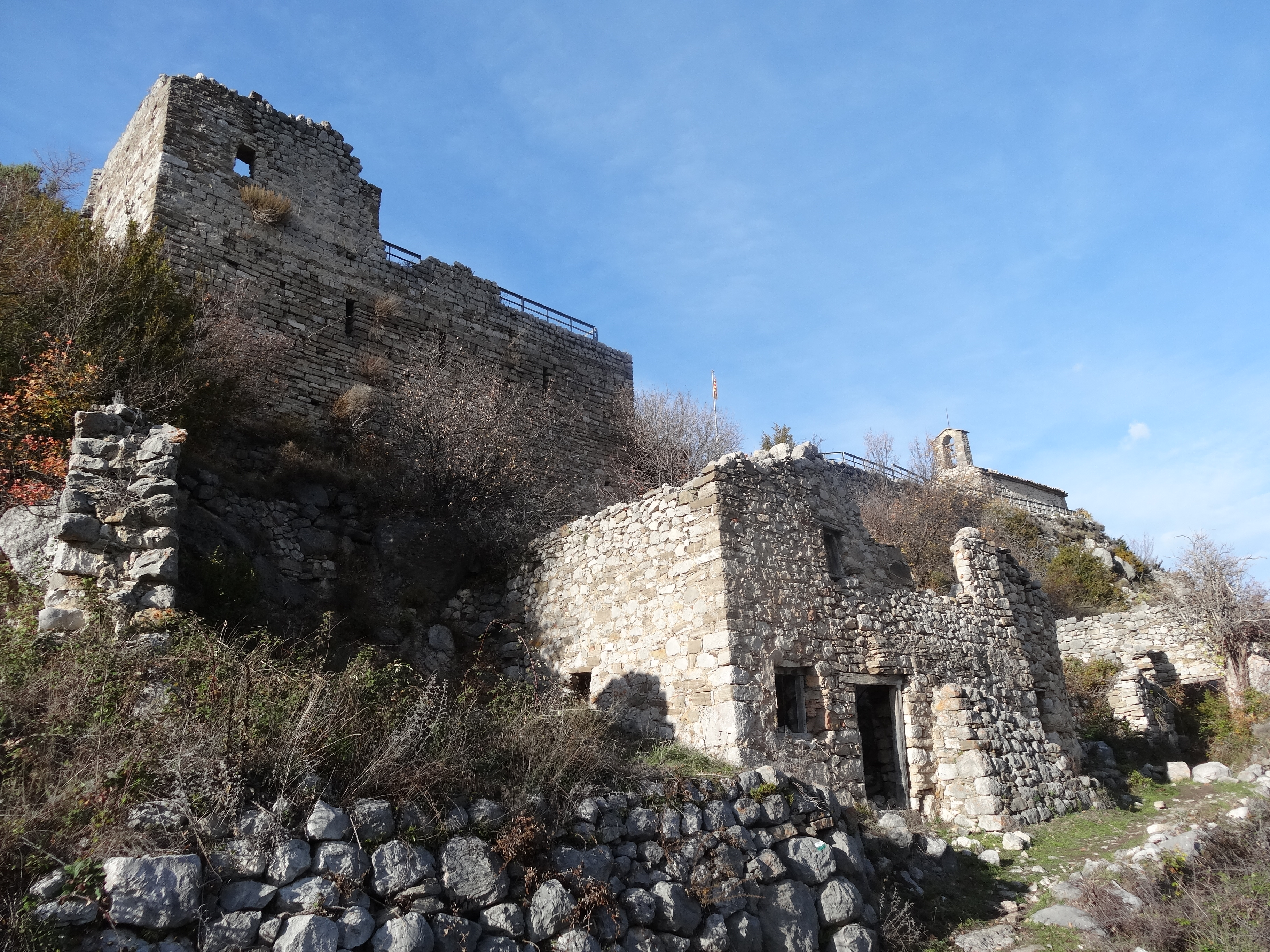
Burgruine
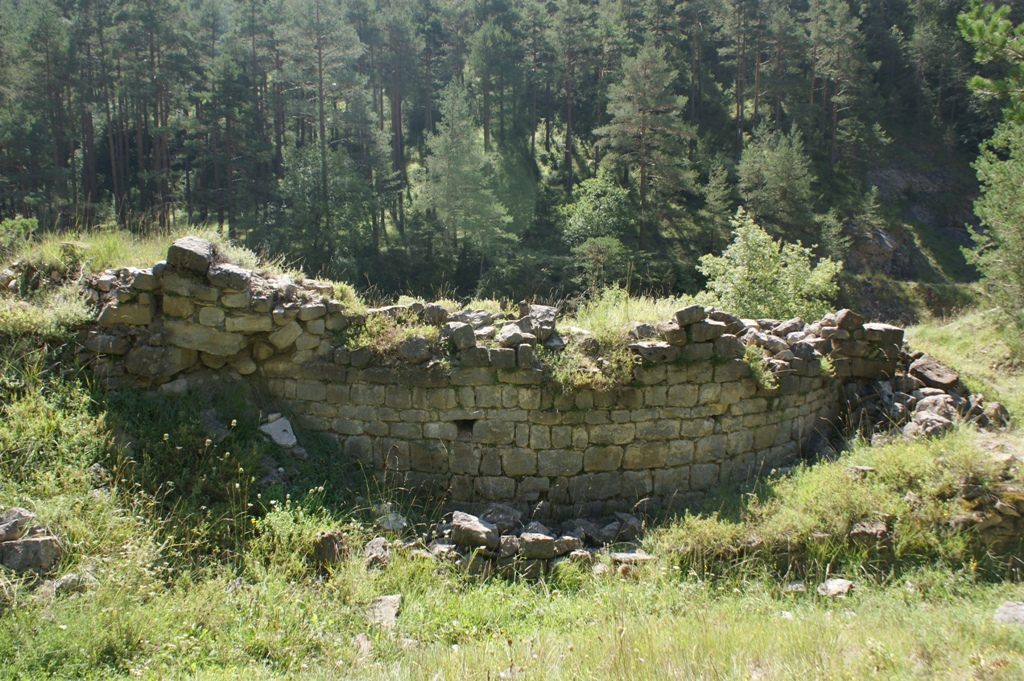
Klosterruine
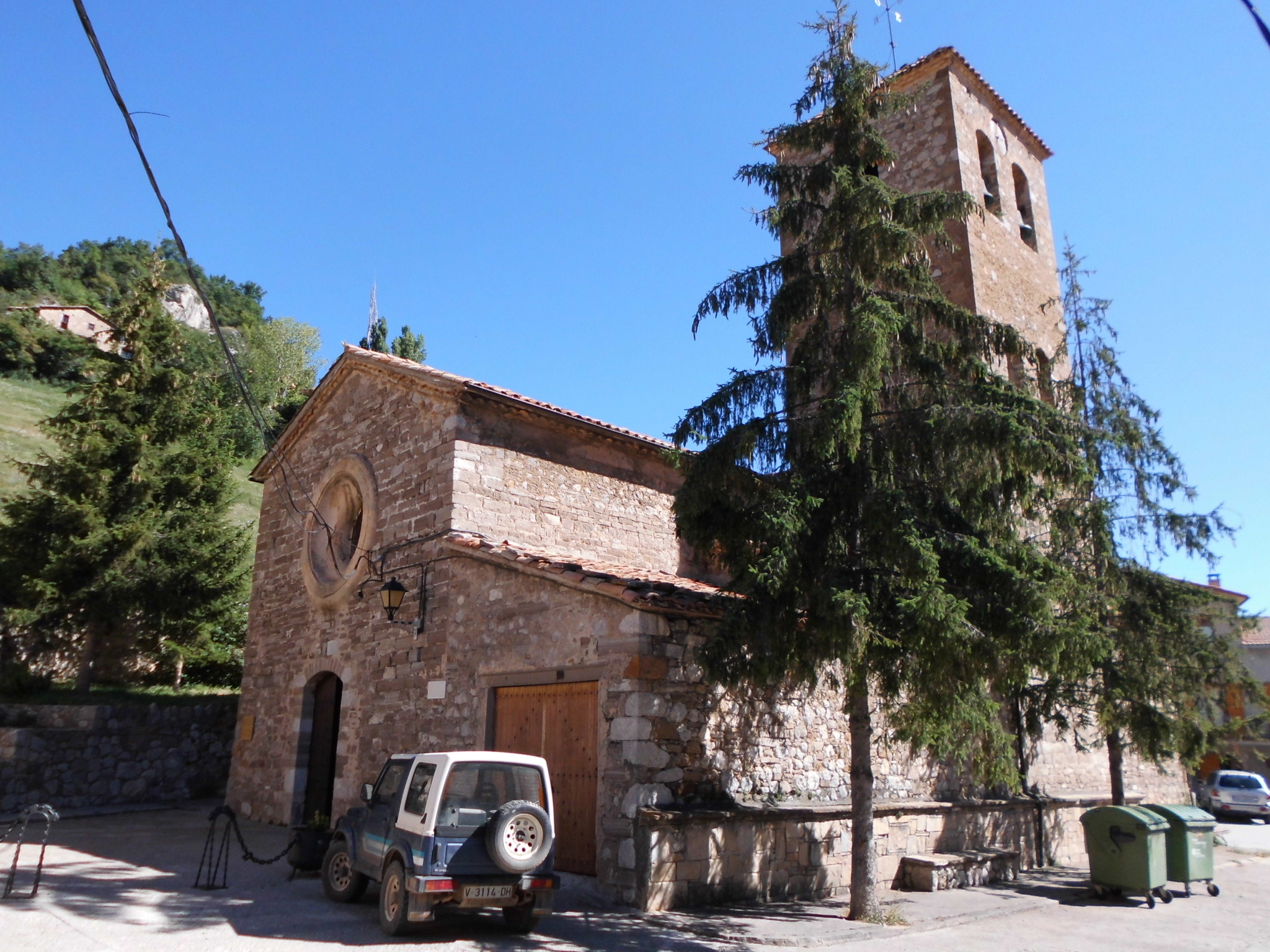
Martinskirche